# المرأة في روسيا
للمرأة في المجتمع الروسي تاريخ غني ومتنوع عايشته على مر الحقب السياسية والتاريخية التي مرت منها روسيا.

## تاريخ
المرأة الروسية لها شأن كبير في المشاركة في المجتمع الروسي مساواة مع الرجل، وتتمسك بالإضراب من أجل "الخبز والسلام"، ومنحت الحكومة الروسية، في ذلك الوقت المرأة، حقها في التصويت في الانتخابات البرلمانية والرئاسية. ووافق يوم الأحد التاريخي ذاك يوم 25 فبراير 1917 من "التقويم اليوليوسي"، المتبع في ذلك التوقيت، ووافق 8 مارس من "التقويم الغيرغوري" الاحتفال باليوم العالمي للمرأة يتخذ بعدا عالميا مدعوما بالحركة النسائية الدولية المتنامية، ومؤتمرات عالمية للمنظمات الدولية، للمطالبة بحقوق المرأة ومشاركتها في العملية السياسية والاقتصادية… حتى أصبح اليوم فرصة لتقييم ما طرأ من تقدم على صعيد حقوق المرأة وما يواجه النساء من تحديات للحصول على حقوقهن.

## روسيا في القرن الثامن عشر
المرأة الروسية في القرن الثامن عشر في ضل الاصلاحات الاجتماعية التي احدثها القيصر بطرس الكبير كانت أكثر تحررا عما كانت عليه في السابق، من خلال تشريع بعض القوانين التي تنص عل منحها الحرية الكاملة في المشاركة داخل المجتمع الروسي (مثل الحق في العمل-الحق في التصويت- وما الى اخر) إضافة الى ذلك فقد شرع قانون الميراث الفردي الذي احدث تغيرا ملحوظاً في حياة النساء الروسيات والتي يمنحها ميراثا مساوي للرجل، ولكن بعد وفاته عادت المرأة الروسية كما كانت عليه من قبل وقد تم تحجيم دورها مرة اخرى، لاسيما في ان رجال الدين قد شرعوا قوانين تفرض عليها البقاء مع زوجها حتى وان لم تكن ترغب في ذلك. غير انه في عهد نيقولا الاول بدأت الاوضاع تتحسن واصبح من حقها حيازة الممتلكات غير المنقولة، يضاف الى ذلك فان افكار التنوير المستحدثة على المجتمع الروسي في منتصف القرن الثامن عشر جلبت تغييرات مرحب بها من قبل النساء، واعتلت النساء الروسيات هرم السلطة لفترات مختلفة، كما اسهمت المرأة الروسية بشكل واضح في اعمال الزراعة، واصبحت مفصل رئيس من مفاصل الحياة الاسرية الروسية، وذلك لأهميتها في انشاء نظام اجتماعي جديد داخل المجتمع الروسي وبحلول القرن العشرين اصبح دور المرأة أكثر اتساعاً عن طريق انضمامها الى الجمعيات النسائية المختلفة.

### تغييرات قانونية
نصت المادة رقم (1) من قائمة الأحكام التشريعية التي صدرت بين عام 1999 وعام 2007
يكفل دستور الاتحاد الروسي الصادر في عام 1993 (الذي يُدعى فيما يلي الدستور)، باسم الدولة، المساواة في حقوق وحريات الإنسان والمواطن دون تفرقة بسبب نوع الجنس، أو العرق، أو الجنسية، أو اللغة، أو الأصل، أو الحالة المالية أو المهنية، أو مكان الإقامة، أو الموقف إزاء الدين، أو الرأي، أو الانتماء إلى رابطة عامة، أو بسبب أي شرط آخر.
يشكل احترام المساواة بين الرجل والمرأة في الحقوق والحريات وإتاحة فرص متكافئة لإعمالها – وهما مبدآن منصوص عليهما في الدستور – التزاماً منوطاً بالدولة فوفقاً للمادة 2 من الدستور: ” يمثل الإنسان وحقوقه وحرياته القيمة الأسمى ويشكل الاعتراف بحقوق وحريات الإنسان والمواطن واحترامها والدفاع عنها التزاماً منوطاً بالدولة “.
ويعد هذا الحكم إحدى ركائز النظام الدستوري للاتحاد الروسي ووفقاً للدستور، تمارس حقوق وحريات الإنسان والمواطن بصورة مباشرة وهي التي تحكم معنى القوانين ومحتواها وتنفيذها، ونشاط السلطات التشريعية والتنفيذية والسلطات المحلية المستقلة، وإقامة العدل.
ويحظر الدستور أي تقييد لحقوق المواطن (رجلاً كان أو امرأة) على أساس الحالة الاجتماعية، أو العرق، أو الجنسية، أو اللغة، أو الدين
المادة (2)
1- مبدأ المساواة بين الرجل والمرأة مبدأ نص عليه الدستور.
2- وعلى الصعيد الإقليمي، يعد مبدأ المساواة بين الرجل والمرأة مبدأ مكرساً في الوثائق الأساسية للكيانات الأعضاء في الاتحاد الروسي.
3- يتخلل مبدأ المساواة بين الرجل والمرأة التشريع الروسي في مجمله فالقانون المدني يرتكز على الاعتراف بالمساواة بين الأشخاص الأطراف في العلاقات المدنية، وبحرمة الملكية، وبأهلية إبرام العقود؛ وعلى حظر أي تدخل تعسفي في الشؤون الخاصة؛ وعلى ممارسة الحقوق المدنية بلا عائق؛ وعلى ضمان رد الحقوق إذا انتهكت وتوفير الحماية القضائية لها ويكفل قانون العمل المساواة بين العاملين في الحقوق ويضمن فرصاً متكافئة لإعمالها دون تفرقة بسبب نوع الجنس، أو العرق، أو اللون، أو الجنسية، أو اللغة، أو الأصل، أو الحالة المالية أو الاجتماعية أو المهنية، أو السن، أو مكان الإقامة، أو الموقف إزاء الدين، أو الرأي السياسي، أو الانتماء إلى رابطة عامة، أو بسبب أي وضع آخر لا يرتبط بالكفاءة المهنية للعامل وفي الوقت نفسه، لا تدخل في باب التمييز المكافآت أو الاستثناءات، أو التفضيلات، أو القيود المفروضة على حقوق العاملين المنصوص عليها في التشريع الاتحادي، التي ترتبط بطبيعة العمل أو التي تعزى إلى حرص الدولة على تعزيز الحماية الاجتماعية والقانونية للأشخاص المستضعف.

## التعليم
بين عام 1907 وعام 1917، كانت رابطة حقوق المرأة هي أهم منظمة نسوية في روسيا. وكالجمعية الخيرية التعاونية للسيدات الروسيات، كانت تركز على نقاط معينة الا وهي الحق في التعليم (المدرسي والجامعي) والرعاية الاجتماعية، لكنها دافعت أيضاً عن حقوق المرأة، كحق التصويت والتساوي في الميراث، وإلغاء القيود المفروضة على سفر المرأة.

وقد حفَّزت المظاهرات النسائية الثورة الروسية عام 1917، وأدت الثورة إلى ارتفاع كبير في عضويات رابطة حقوق المرأة. وفي نفس العام، وبسبب الضغط المجتمعي؛ أصبحت روسيا أول قوة عظمى في العالم تمنح النساء حق التصويت

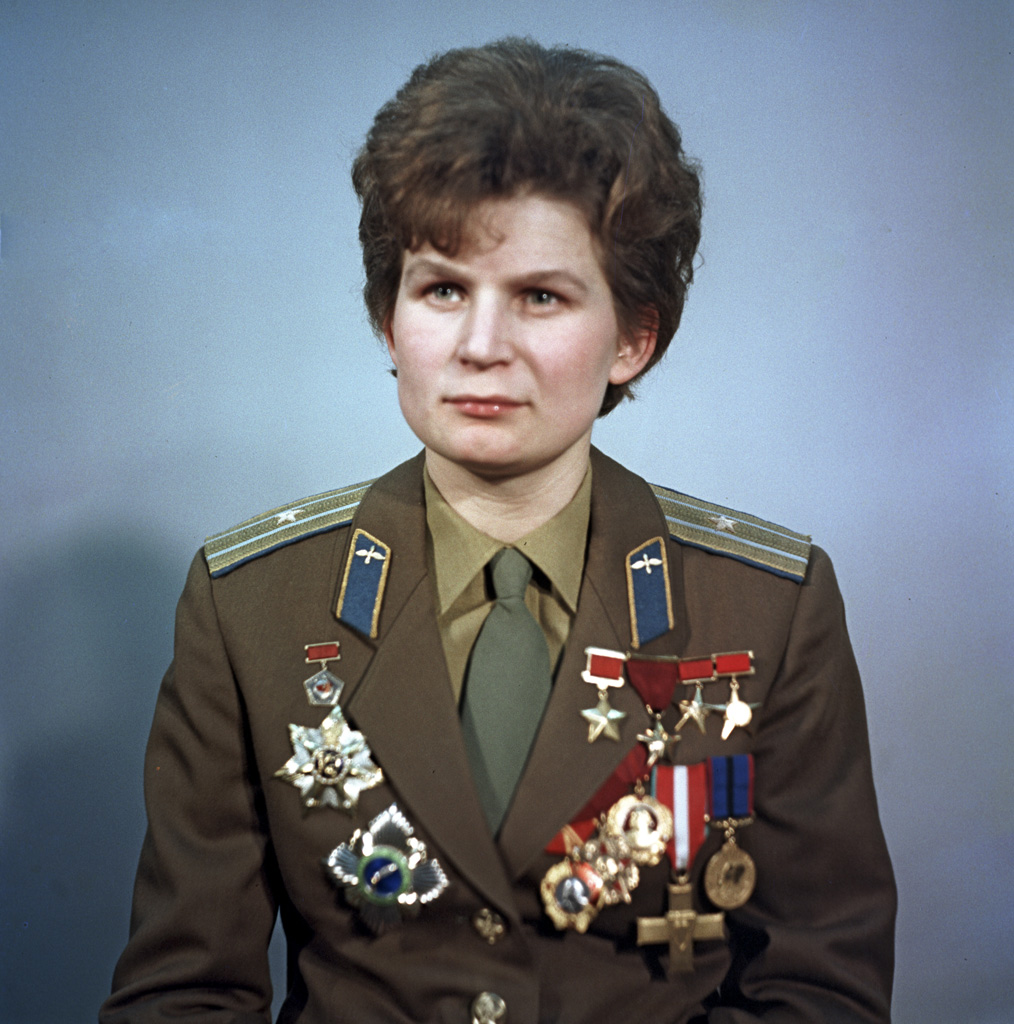
فالنتينا تريشكوفا سنة 1969

### العنف ضد المراة في بداية التسعينات
مع بداية التسعينات بدء المدافعون عن حقوق المرأة في روسيا بالتخوف مع انتشار العنف المنزلي ضد المرأة بعد تخفيف العقوبة وإخراج هذا النوع من الممارسات من تحت إطار القانون الجنائي في حال وقوع العنف للمرة الأولى. وفيما يعتبر معدّو التعديلات الجديدة على القانون أنّه يقلل من تدخل الدولة في حياة الأسرة الروسية، يعارض كثيرون ذلك التفسير.
صرَّحت المحامية ومديرة مشروع "لا للعنف" آنا ريفينا أنّ قرار تعديل القانون كان خطأ منذ البداية، لأنّه قد يجعل العنف المنزلي مقبولاً اجتماعياً على مستوى واسع.
وعلى هذا النحو، فقد تم تصنيف العنف المنزلي من كونها جريمة جنائية إلى مخالفة إدارية تعاقب بالحبس لمدة 15 يوماً فقط وغرامة مالية سيجري دفعها في جميع الأحوال من ميزانية الأسرة وليس من المال الخاص بالجاني. وحتى من أجل مساءلة الجاني بموجب القانون الإداري، يتعين على الضحية جمع الأدلة بمعرفتها، بينما يجب على الدولة حماية جميع المواطنين". وتوضح أنّ العنف المنزلي هو في أحيان كثيرة تتويج لضغوط نفسية لدى الجاني ومحاولة لضرب ثقة الضحية بنفسها بالدرجة الأولى
ومع انشترا هذه الظاهرة في روسيا تبيين انها ليست فقط في روسيا بل في العالم بأكمله بدأت الانتهاكات تحاصر المرأة. ولكن هذا لم يمنع من التسامح معها. لكنّ هناك توجهاً في روسيا لتحميل الضحية المسؤولية عما تتعرض له، كما تمتنع الشرطة عن التدخل قبل بلوغ الاعتداءات مرحلة القتل في بعض الأحيان". وتضرب ريفينا مثلاً على ذلك، مشيرة إلى حادثة وقعت في مدينة أوريول (غرب) حيث استمر رجل في ضرب امرأة مما أدى إلى وفاتها في نهاية المطاف. وتعود قصة أوريول إلى نوفمبرمن عام 2017، عندما رفضت الشرطة التوجه إلى الموقع الذي كانت تدور فيه حادثة الضرب، قبل أن تلفظ المرأة أنفاسها الأخيرة في مستشفى متأثرة باصباتها البليغة.

### المنظمات النسائية
على الرغم من تأكيد الأيديولوجية السوفييتية السائدة على المساواة بين الجنسين في العمل والتعليم، وأن الكثيرات من الروسيات حصلت على وظائف ودرجات علمية متقدمة، إلا أنهن لم يشاركن في الأدوار والمؤسسات السياسية الأساسية؛  فقد كانت الأغلبية الساحقة من القادة السياسيين والاقتصاديين من الذكور.
في السبعينات، وفيما أصبحت الحركة النسوية هي المصطلح السائد في الخطاب العام الأمريكي، لم تنشأ حركة مماثلة في الاتحاد السوفييتي رغم عدم المساواة في الأجور وزيادة الأعباء المنزلية مقارنةً بالمرأة الأمريكية. وقد عانى المجتمع أيضاً من ازدواجية المعايير الاجتماعية؛ فكما كتب هندريك سميث المراسل الروسي السابق لصحيفة النيويورك تايمز: «يمكن للرجل أن يتسكع مع النساء ويحتسي الخمر، بل ويهمل في وظيفته، لكن إن فعلت المرأة لتعرضت للانتقاد اللاذع»
وفي عام 1920 تم تأسيس حركة شيوعية نسائية لهدف معين الا وهو تقدم الافكار الشيوعية عن النساء, الشيوعية النسائية الدولية قد اعددت لتلعب نفس دور ممتاز في الحركة النسائية الدولية التي لعبته مؤسسة الفلاح الأحمر الدولية لأجل المزارعين الفقراء ودور الدولية الحمراء للنقابات العمالية لأجل حركة العمال الدولية.
فاعليات الشيوعية النسائية الدولية كانت تدار بواسطة شخص عرف كسكرتارية الشيوعية النسائية الدولية. أعاد تسميه هذا الشخص اللجنة التنفيذية للقسم النسائي وجعله قسم تابع للجنة التنفيذية الشيوعية الدولية وأطلقت مجلته في مايو من عام 1952.
وفي عام 1922 تم انشاء مقر للحركة الشيوعية النسائية في العاصمة الروسية موسكو ولكن سرعان ما قد تم اغلاق المقر الرئيسي مع انتهاء الاتحاد السوفيتي وتصفية الحركة بالكامل.
ولكن هذا لم يمنع النساء من المطالبة بحقوقهن ومع بداية القرن الواحد والعشرين قد ظهرت النسويات مرة أخرى، وهناك العديد منهم:-
| الكساندرا كولونتاي  | بوسي ريوت        | كسينيا سوبتشاك    | ناديجدا تولوكونيكوفا |
| ------------------- | ---------------- | ----------------- | -------------------- |
| الكساندرا ميتروشينا | تاتيانا مامونوفا | ماري باشكيرياتسيف | ناديجدا كروبسكايا    |
| اوكسانا جريجوريفا   | تاتيانا نيكونوفا | ماريا اليوخينا    | يكاترينا ساموتسيفيتش |
| اينيسا ارماند       | سابينا شبيلرين   | مانيجا            |                      |

### التشغيل
اقتحمت المرأة الروسية الحكومات المحلية بدايةً من الألفينات؛ إذ شغلت وظائف ذات وضع متدني نسبيًّا. عام 2003، كان 43% من الموظفين المحليين في سانت بطرسبرغ هم من النساء.
وفي عام 2012 قامت فرقة البانك روك بوسي ريوت بالقيام بعروض لإظهار معارضتهم لفلاديمير بوتين، وتلقين انتقادات من قبل الكنيسة الروسية الأرثوذكسية وإدارة بوتين. وعليه فقد تم القبض على ثلاث عضوات منهن في مارس من عام 2012 بعد عمل عرض مبنى كنيسة المسيح المنقذ في موسكو يجهرن فيه بمعارضتهن. خلال محاكمتهن بتهمة التعصب، تحدثن عن نسويتهن التي تتعارض مع الأرثوذكسية الروسية. وقد وصفت المحامية الممثلة للكنيسة الأرثوذكسية النسوية بأنها خطية مميتة، وأن ما تصفه عضوات الفرقة غير واقعي

### المشاركة السياسية
مع بداية القرن الواحد والعشرين بدأ دخول المرأة الى الوظائف السياسية كمثلاً العمل في وسائل الصحافة والاعلام والحصول على عضوية في البرلمان الروسي

### المناصب الحكومية
في روسيا لم نرى مرأة متوليا مناصب رفيعة في الدولة كمثلا حصولها على منصب وزيرة أو رئيسة الجمهورية الا ان هناك مرة واحدة فقط حتى الان الا وهي ماريا زاخاروفا التي تعمل كمديرة دائرة الصحافة والإعلام بوزارة الخارجية الروسية (الممثلة الرسمية لوزارة الخارجية الروسية) منذ 10 أغسطس من عام 2015. خلفًا لألكسندر لوكاشيفيتش، وقد شغلت سابقًا منصب نائب مدير المكتب الإعلامي في وزارة الخارجية منذ عام 2011. وهي أول امرأة تتولى منصب المتحدث باسم وزارة الخارجية. تخرجت في كلية الإعلام الدولي التابعة لمعهد موسكو الحكومي للعلاقات الدولية وهي عضو في المجلس الروسي للسياسة الخارجية والدفاع. تمتلك ماريا درجة مرشح في مجال العلوم التاريخية.
في روسيا يسمح للمرأة فقط تولى وظائف حكومة عادية.

## الوضعية الحالية
تضمن المادة 19 من دستور روسيا المساواة في الحقوق بين النساء والرجال. بموجب قانون الشغل، للمرأة الحق في إجازة أمومة مدفوعة الأجر، أيضا في إجازة أبوة مدفوعة الأجر أو غير مدفوعة الأجر يمكن أن تمتد حتى بلوغ الطفل سن الثالثة.
النساء الآن ولأجيال يعملن خارج البيت، حيث أن أغلب الأسر تعتمد على نظام دخل مزدوج (أي أن الزوج والزوجة يشتغلان معا). معدل العمالة في صفوف النساء والرجال هو على التوالي 65.2% و75.2% (الفئة العمرية 15-64 سنة، اعتبارا من 2016). مع ذلك، فإن النساء غالبا ما يتعضون للتمييز في العمل. والقانون بحد ذاته، يمنع النساء من مزاولة 456 مهنة و38 فرعا صناعيا، بحجة أن ذلك خطر على صحتهن وخاصة الصحة الإنجابية. وعلى الرغم من هذا، فإن العديد من النساء الروسيات حققن النجاح في التجارة.
معدل الخصوبة الكلي في روسيا هو 1.61 اعتبارا من 2015.

## رياضة نسوية

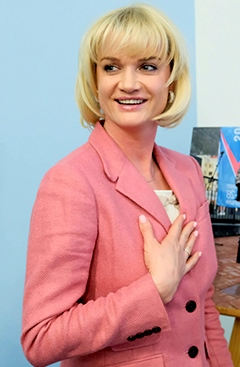
سفيتلانا خوركينا

الجمباز الفني من بين أكثر الرياضات شعبية في روسيا، وتعد سفيتلانا خوركينا من أفضل لاعبات الجمباز الفني في العالم. كما أن المرأة الروسية ناجحة دوليا في العديد من الرياضات الأخرى، مثل ألعاب القوى، والتنس، وكرة الطائرة، وكرة السلة.

## تجارة البشر
أدى سقوط الاقتصاد المخطط للدولة عقب انهيار الاتحاد السوفيتي، إلى تفاقم المشاكل الاقتصادية والاجتماعية كالبطالة، وانعدام الأمن، والجريمة. وهذا خلق أرضا خصبة لتامي ظاهرة الاتجار بالبشر وخصوصا تجارة الجنس.